# UGC Ciné Cité Bercy
L’UGC Ciné Cité Bercy est un multiplexe parisien situé au no 2 de la cour Saint-Émilion, dans le 12e arrondissement de Paris et plus précisément dans le quartier administratif de Bercy. Il compte 18 salles et 4392 fauteuils.
Le complexe a ouvert le 9 décembre 1998, devenant alors le plus grand cinéma d'Île-de-France (dépassé depuis) et le deuxième cinéma d'Europe le plus fréquenté après l'UGC des Halles.

## Description

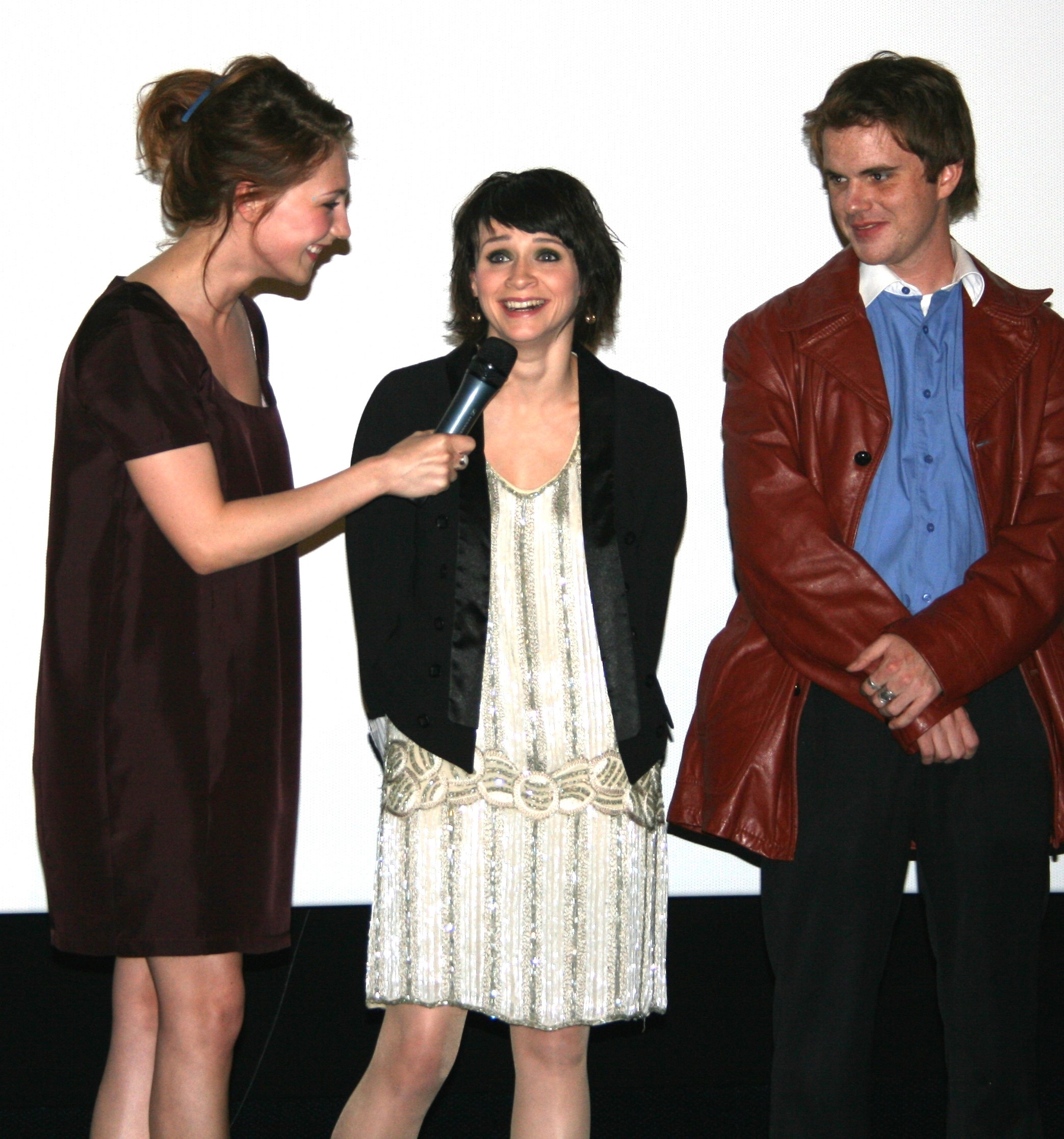
Carice van Houten, Charlene McKenna et Sean Stewart lors de l'avant-première de Dorothy diffusée le 8 juillet 2008 à l'UGC Ciné Cité Bercy.

### Architecture
Il a été conçu par l'architecte Denis Valode de l'agence Valode et Pistre. Le bâtiment est formé de deux blocs asymétriques de trois étages chacun, situés dans la perspective de la cour Saint-Émilion. Le mobilier intérieur est signé Annie Tribel. Des néons bleus imaginés par Hervé Audibert placés sous chaque salle soulignent leur structure.

### Salles
Il comporte 18 salles et 4 392 fauteuils, le tout sur une surface de 12 800 m2. 
Les salles sont numérotées de 10 à 34 : le premier chiffre indique l'étage, le second chiffre est pair pour les salles du bloc de gauche et impair pour les salles du bloc de droite. 
- Toutes les salles paires, à l'exception de la salle 16, sont identiques : elles proposent 195 fauteuils et un écran courbe de 12,5 m. Les salles 10, 20 et 30 sont situées les unes au dessus des autres, tout comme les salles 12, 22 et 32, ainsi que les salles 14, 24 et 34.
- Les salles 11, 13 et 15 sont un peu plus grandes, avec 250 fauteuils et des écrans de 12,5 m.
- Les salles 16 et 17 sont les deux plus petites du complexe. Elles possèdent un gradin un peu moins prononcé. La jauge est de 135 fauteuils pour la salle 16 et un écran de 9 m et 160 fauteuils pour la salle 17 et un écran de 10 m.
- Les salles 21 et 23 sont strictement identiques. Chacune propose un écran de 14,5 m et 353 fauteuils.
- Les salles 31 et 33 sont également identiques. Elles proposent 446 fauteuils et des écrans de 17,5 m. Elles sont situées respectivement au-dessus des salles 21 et 23.

| Salles                             | Fauteuils | Largeur de l'écran |
| ---------------------------------- | --------- | ------------------ |
| 16                                 | 160       | 9 m                |
| 17                                 | 160       | 10 m               |
| 10, 12, 14, 20, 22, 24, 30, 32, 34 | 195       | 12,5 m             |
| 11, 13, 15                         | 250       | 12,5 m             |
| 21, 23                             | 353       | 14,5 m             |
| 31, 33                             | 446       | 17,5 m             |

## Accès
Le site est desservi par la station de métro Cour Saint-Émilion sur la ligne 14.